# Edward Hołda
Edward Hołda (ur. 13 października 1924 w Krakowie, zm. 18 marca 2016) – polski poeta, prozaik, reportażysta.

## Życiorys
Studiował w Wyższej Szkole Nauk Społecznych w Krakowie. W czasie okupacji był żołnierzem Armii Krajowej. Debiutował jako poeta w 1950 r. na łamach tygodnika „Nowa Kultura”. W latach 1955–1957 był redaktorem tygodnika "Po Prostu", w latach 1970–1972 dwutygodnika "Współczesność", zaś w latach 1972–1981 tygodnika "Literatura".
Zmarł 18 marca 2016.

## Twórczość
- Sprawy powszednie (poezje)
- Kartki z notesu (poezje)
- Wypadek na zakręcie (reportaże)
- Twarzą ku ziemi (poezje)
- Okazja dla spóźnionych (reportaże)
- Człowiek z nurtu (opowiadania)
- Po latach świetlnych (poezje)
- W skurczu źrenicy (opowiadania)
- Zuchwali i zwinni (reportaże)
- Poemat z masy papierowej (poezje)
- Ciszej, dzwony (powieść)
- Przetrwać siebie (reportaże)